# 갈울금

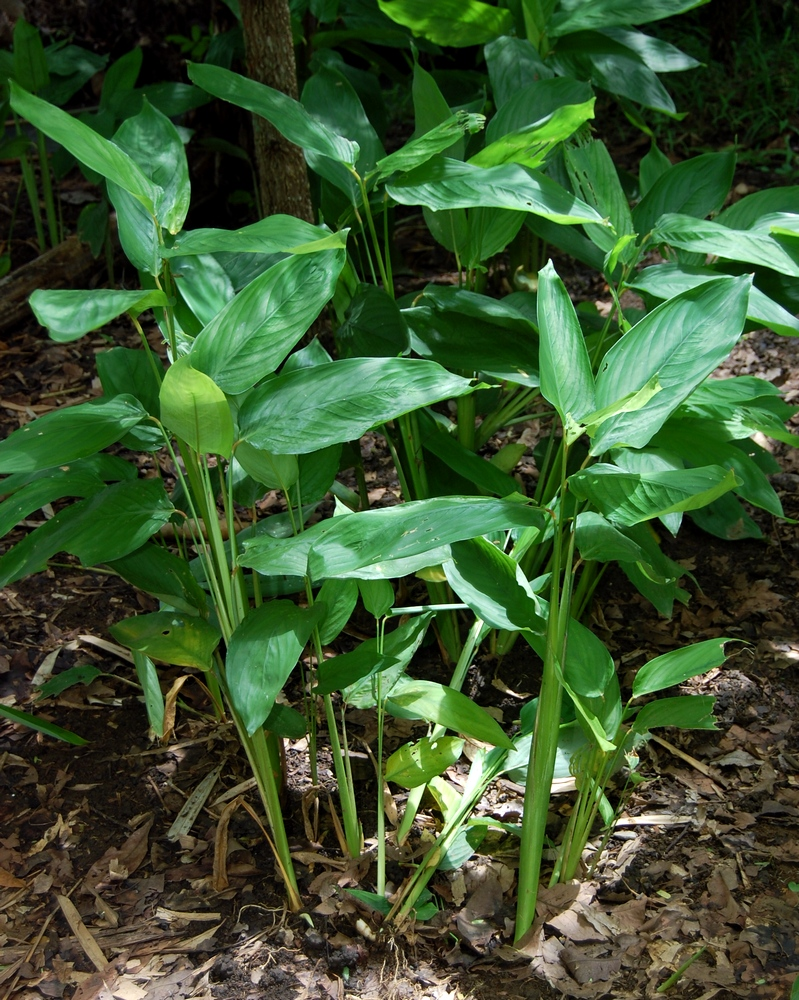

갈울금(葛鬱金, Maranta arundinacea, arrowroot, maranta, West Indian arrowroot, obedience plant, Bermuda arrowroot, araru, araruta, ararao, hulankeeriya)은 우림지대에서 볼 수 있는 크기가 큰 여러해살이 허브이다. 갈울금은 남아메리카 북쪽에서 음식을 위해 경작되는 최초의 식물들 가운데 하나였으며 이 식물의 경작이나 이용의 증거는 기원전 8200년으로 거슬러 올라간다.

## 개요
갈울금은 높이 0.3미터에서 1.5미터로까지 자라는 다년생 식물이다. 잎은 피침형이다. 이 식물의 먹을 수 있는 부분은 땅속줄기이다. 작은 흰꽃은 식물이 심어진지 약 90일만에 핀다.

## 사진

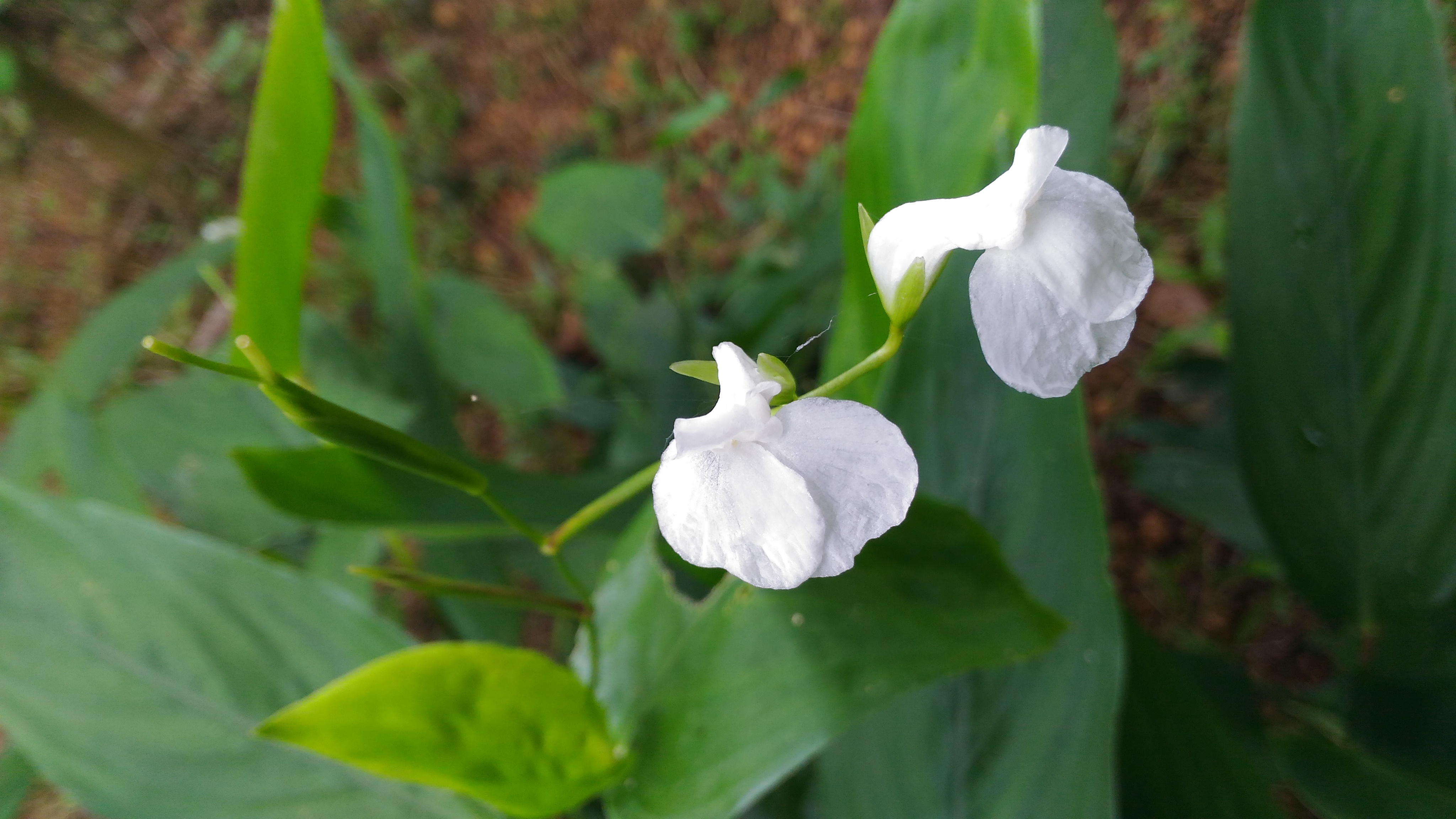
갈울금의 꽃